# O, Yeah! Ultimate Aerosmith Hits
O, Yeah! Ultimate Aerosmith Hits är ett samlingsalbum av gruppen Aerosmith utgivet den 2 juli 2002.

## Låtlista
Alla låtar är skrivna av Joe Perry och Steven Tyler om inget annat namn anges.

### Skiva 1
1. "Mama Kin" (Steven Tyler) från albumet Aerosmith - 4:23
2. "Dream On" (Steven Tyler) från albumet Aerosmith - 4:23
3. "Same Old Song and Dance" från albumet Get Your Wings - 3:53
4. "Seasons Of Wither" (Steven Tyler) från albumet Get Your Wings - 5:24
5. "Walk This Way" från albumet Toys in the Attic - 3:39
6. "Big Ten Inch Record" (Fred Weismantel) från albumet Toys in the Attic - 2:13
7. "Sweet Emotion" (Tom Hamilton/Steven Tyler) från albumet Toys in the Attic - 4:34
8. "Last Child" (Steven Tyler/Brad Whitford) från albumet Rocks - 3:27
9. "Back in the Saddle" från albumet Rocks - 4:40
10. "Draw the Line" från albumet Draw the Line - 3:42
11. "Dude (Looks Like a Lady)" (Desmond Child/Joe Perry/Steven Tyler) från albumet Permanent Vacation - 4:23
12. "Angel" (Desmond Child/Steven Tyler) från albumet Permanent Vacation - 5:07
13. "Rag Doll" (Holly Knight/Joe Perry/Steven Tyler/Jim Vallance) från albumet Permanent Vacation - 4:24
14. "Janie's Got a Gun" (Tom Hamilton/Steven Tyler) från albumet Pump - 5:27
15. "Love in an Elevator" från albumet Pump - 5:22
16. "What It Takes" (Desmond Child/Joe Perry/Steven Tyler) från albumet Pump - 5:12

### Skiva 2
1. "The Other Side" (Dozier/Brian Holland/Eddie Holland/Steven Tyler/Jim Vallance) från albumet Pump - 4:05
2. "Livin' on the Edge" (Mark Hudson/Joe Perry/Steven Tyler) från albumet Get a Grip - 6:20
3. "Cryin'" (Joe Perry/Taylor Rhodes/Steven Tyler) från albumet Get a Grip - 5:07
4. "Amazing" (Richie Supa/Steven Tyler) från albumet Get a Grip - 5:55
5. "Decues Are Wild" (Steven Tyler/Jim Vallance) från albumet Big Ones - 3:36
6. "Crazy" (Desmond Child/Joe Perry/Steven Tyler) från albumet Get a Grip - 5:16
7. "Falling In Love (Is Hard On The Knees)" (Glen Ballard/Joe Perry/Steven Tyler) från albumet Nine Lives - 3:25
8. "Pink" (Glen Ballard/Richard Supa/Steven Tyler) från albumet Nine Lives - 3:54
9. "I Don't Want to Miss a Thing" - 4:59
10. "Jaded" (Fredrikson/Steven Tyler) från albumet Jush Push Play - 3:34
11. "Jush Push Play" (Dudas/Mark Hudson/Steven Tyler) från albumet Jush Push Play - 3:14
12. "Walk This Way" (Rum DMC version) - 5:11
13. "Girls Of Summer" (Fredrikson/Joe Perry/Steven Tyler) - 3:13
14. "Lay It Down" (DeGrate/Fredrikson/Joe Perry/Steven Tyler) - 3:47

#### Bounusspår
1. "Come Together" (John Lennon/Paul McCartney) - 3:45
2. "Theme From Spider-Man" (Paul Francis Webster/Robert Harris) - 2:58
3. "Toys in the Attic" från albumet Toys in the Attic - 3:05